# Kipfenberg

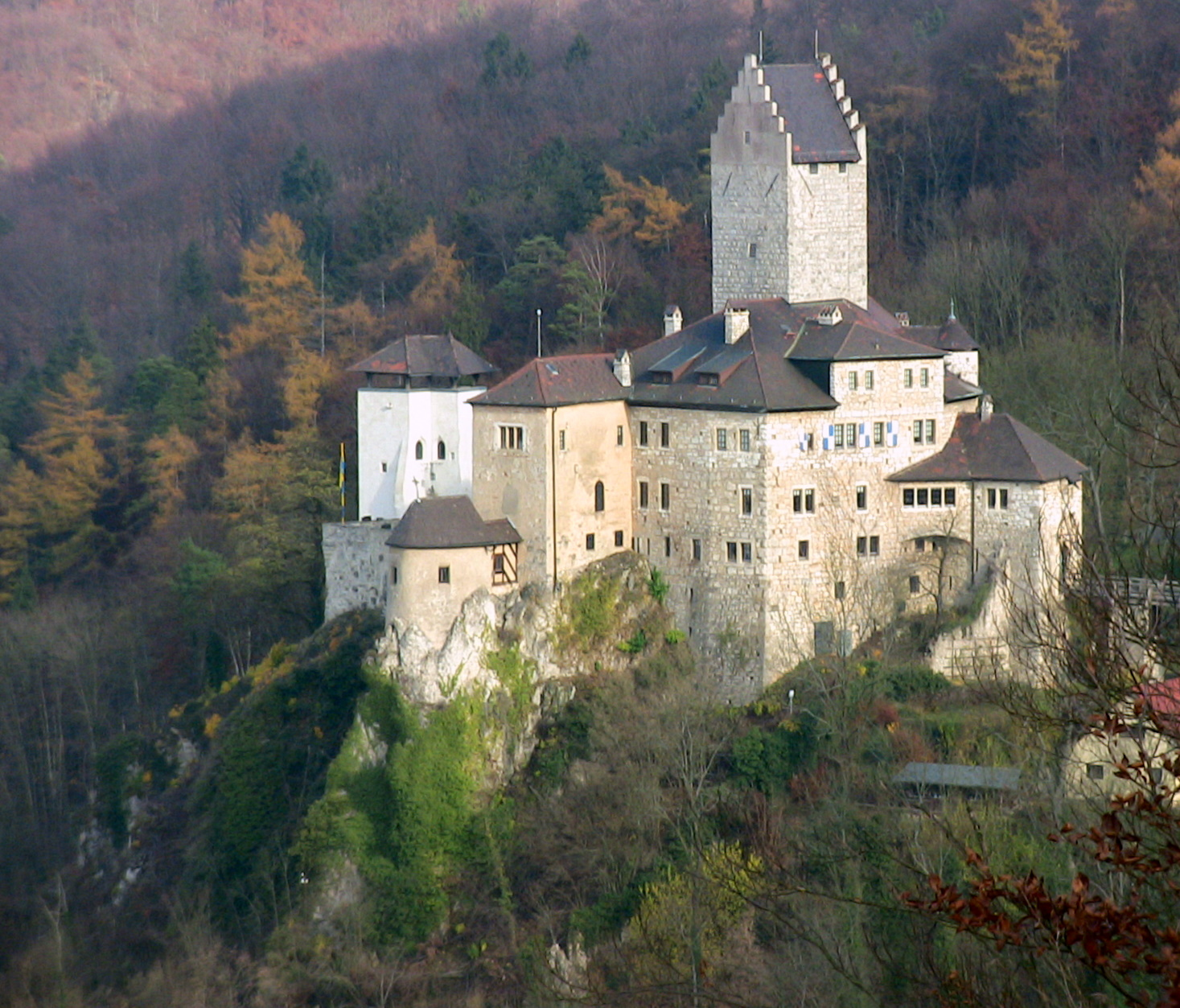
Kipfenberg

Kipfenberg este o comună din districtul Eichstätt, regiunea administrativă Bavaria Superioară, landul Bavaria, Germania.